# Castletown (Cheshire)
Castletown na freguesia de Shocklach Oviatt and District, em Cheshire, na Inglaterra, é uma aldeia deserta cujos únicos restos são terraplenagens. O local é um monumento antigo marcado. O Caminho do Bispo Bennet passa pelo local.

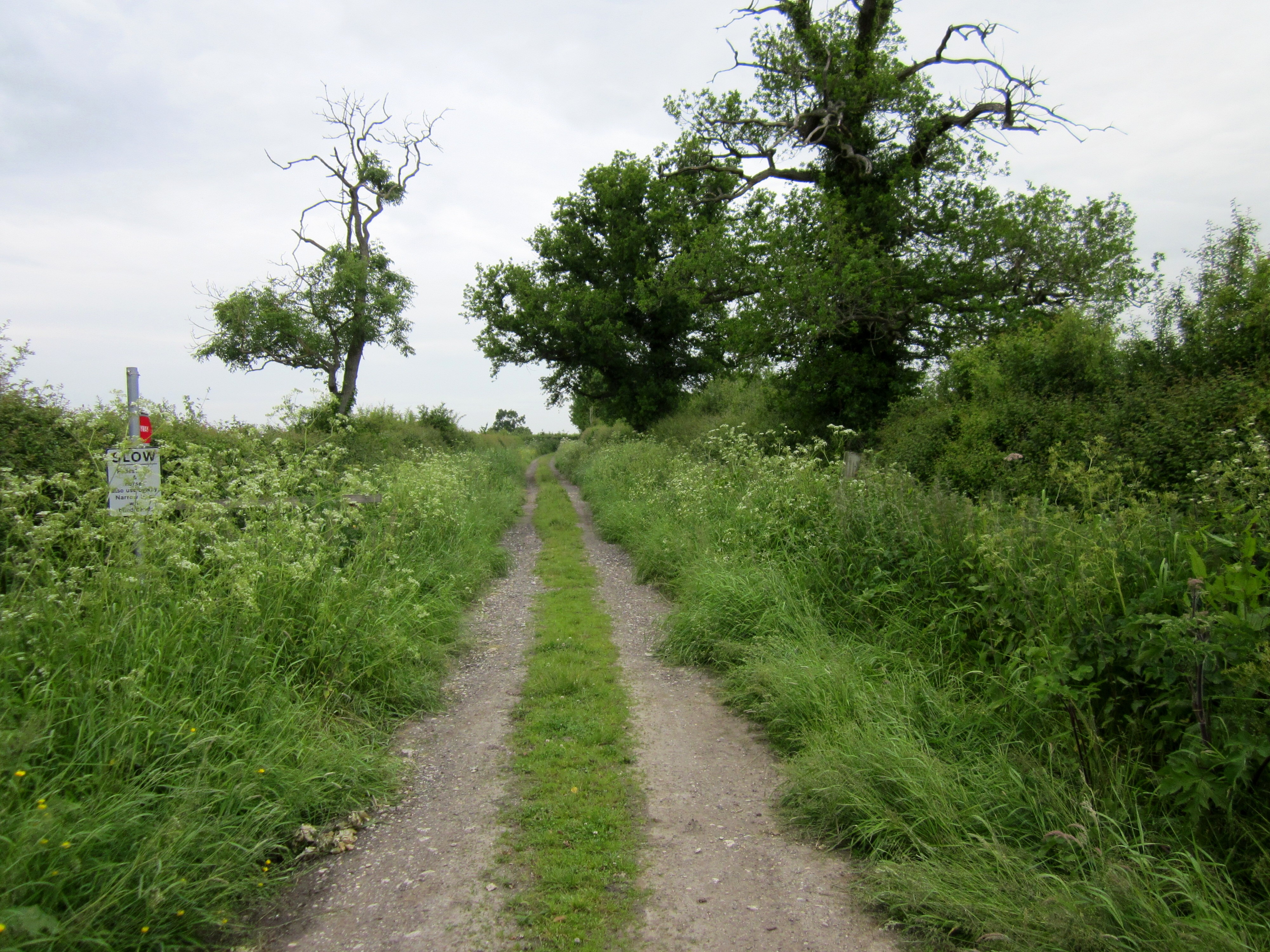
Caminho do Bispo Bennet em Castletown